# Río Morava meridional
El río Morava meridional o Morava del sur (en serbio: Јужна Морава, Južna Morava; en búlgaro, Българска Морава) es un río que discurre por Macedonia del Norte y Serbia, siendo el menor de las dos fuentes, de 295 km, del río Gran Morava (la otra es el Morava del Oeste, Morava Zapadna).
Desde el siglo X al XIX, el Morava del Sur era conocido por el nombre de Morava búlgaro (de su nombre búlgaro, Balgarska Morava). Hoy en día, tiene 295 km de largo, fluyendo en general en dirección de sur a norte, desde la frontera de Macedonia del Norte a través de Kosovo hasta Serbia Central, donde se encuentra con el Morava occidental en Stalać, para dar lugar al nacimiento del Gran Morava.

## Fuente
El río Morava meridiona nace en la montaña de Skopska Crna Gora, en Macedonia del Norte, al norte de su capital Skopie. Los pequeños arroyos de Ključevska reka y Slatinska reka se unen para formar el río Golema, que, después de pasar la frontera entre Macedonia del Norte y Serbia, se conoce como Binačka Morava. Después de 49 km, se reúne con el río Preševska Moravica en Bujanovac (12 011 hab. en 2002) y el resto de su curso, unos 246 km, corre ya como Morava meridional.

## Características

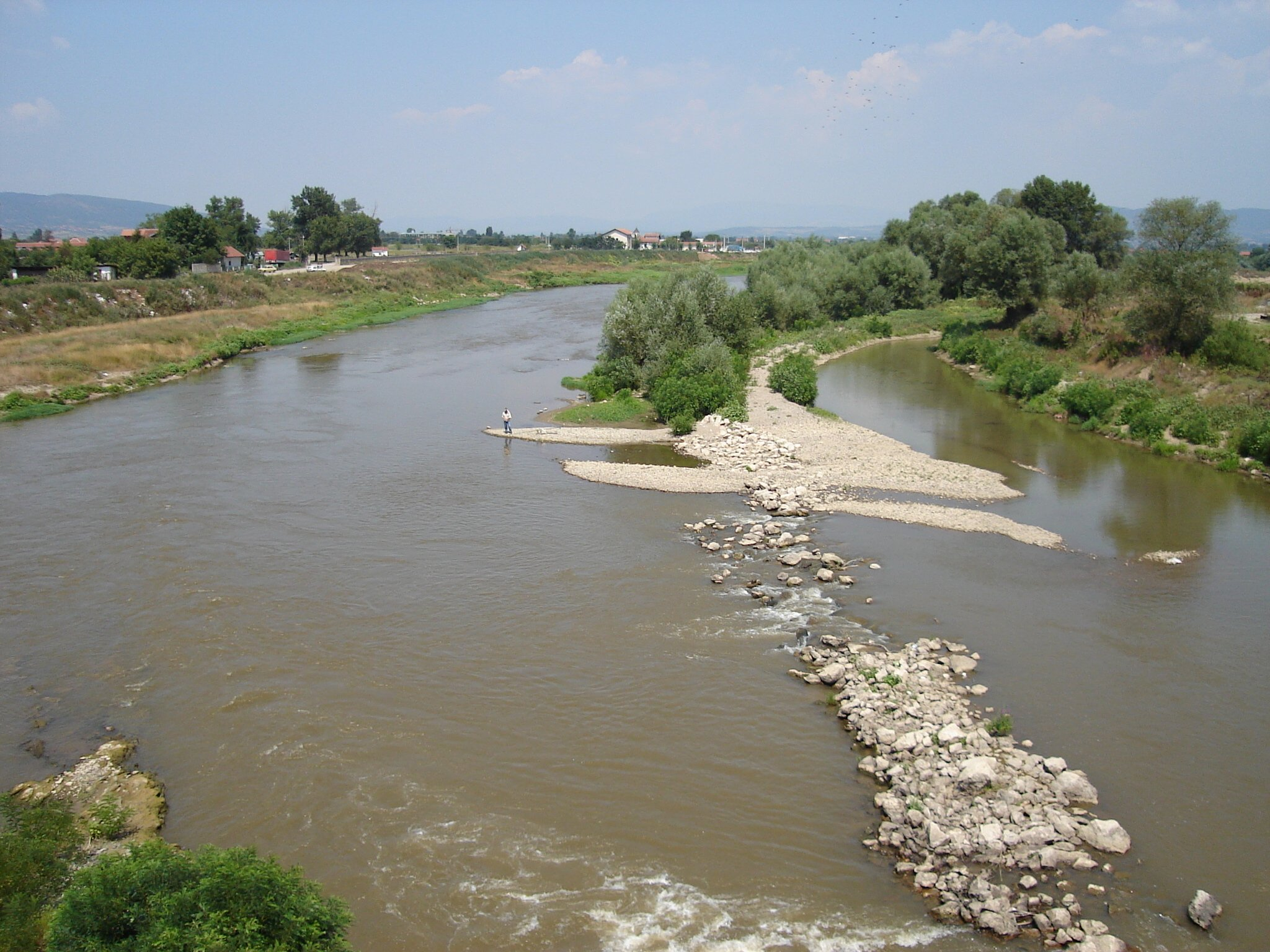
El río cerca de Niš, en Serbia

El río pertenece a la cuenca del mar Negro, en tanto que afluente del Gran Morava, que a su vez desemboca en el Danubio. Tiene una cuenca de 15 469 km², de los cuales 1237 km² se encuentran en Bulgaria (corresponden a su afluente por la derecha, el Nišava). Su caudal medio en la desembocadura es de 100 m³/s y no es navegable.
El Morava del Sur tiene un valle compuesto, lo que significa que consiste en una serie de barrancos y depresiones: la depresión de Gnjilane (133 724 hab.), la garganta Konculj, la depresión de Vranje (55 052 hab.), la garganta Grdelica, la depresión de Leskovac (94 758 hab.), la depresión de Niš (231 590 hab), la de Aleksinac (57 749 hab.) y la garganta Stalać. Después de atravesar la última garganta, la de Stalać, el río se encuentra con el Morava occidental.
Desde el punto de vista macrogeológico, el Morava del Sur conecta la cuenca del mar Egeo con la de Panonia. Esto crea un fenómeno llamado inversión de flujo aparente, porque parece que el río, desde las tierras bajas, sube a las montañas para luego desembocar en otras tierras bajas. El punto de conexión de estas dos grandes cuencas geológicas es la garganta Grdelica (en serbio: Grdelička klisura /Грделичка клисура) y el fondo del barranco, por donde corre el río, es mucho más bajo que las montañas que lo rodean, por lo que el río fluye con normalidad.
El Morava del Sur tenía 318 km de largo y era la más larga y natural (desembocando en la misma dirección) de las cabeceras del Gran Morava. A causa de las graves inundaciones en la historia, los meandros del río se ha reducido en casi 30 km hasta hoy, así que es más corto que el Morava occidental. No obstante, el Morava occidental siempre ha llevado mayor caudal.
Las tierras del sur de Serbia que atraviesa el Morava meridional han sido casi totalmente deforestadas, lo que ha causado uno de los casos más graves de erosión de los Balcanes. Como resultado de ello, el río arrastra gran cantidad de material al Gran Morava, donde se depositan y elevan el cauce, lo que contribuye a las grandes inundaciones que causa en ocasiones este río.

## Afluentes
El río Morava del Sur cuenta con 157 tributarios. Los más importantes, por la izquierda, son el Jablanica (85 km), el Veternica (75 km), Pusta reka (71 km) y el Toplica (130 km); y por la margen derecha, el Vrla, Vlasina (68 km), Nišava (el más largo con 218 km) y río Sokobanjska Moravica (58 km).

## Economía
Tiene capacidad para producir de electricidad, pero no ha sido utilizado para ello, aunque en su cuenca sí se ha construido un enorme sistema hidroeléctrico (las centrales eléctricas Vlasina-Vrla I-IV). Sus aguas se aprovechan para el riego. El papel más importante del valle del río es el transporte, ya que es la ruta natural tanto para el tren como la autopista Belgrado-Skopie-Salónica.